# Claude Pierre Bouvier
Pour les articles homonymes, voir Bouvier.
Le baron Claude Pierre Bouvier d'Éclangeot, Officier de la Légion d'honneur, né le 9 novembre 1759, à Dole (Jura), et mort le 29 décembre 1843 en cette même ville, est un magistrat et un homme politique français.

## Biographie
Claude Pierre Bouvier est né le 9 novembre 1759, à Dole, dans ce qui est alors la Généralité de Besançon (actuelle Franche-Comté). Il est le fils de Pierre Bouvier, négociant en épices, et de Jeanne Françoise Huet. 
Il devient professeur de Droit à l'université de Dijon.
Rallié à Napoléon Bonaparte après le Coup d'État du 18 brumaire (18 novembre 1799), il se voit proposé, l'année suivante, le poste de Préfet du département du Doubs, qu'il refuse. De 1801 à 1810, il exerce une première fois la fonction de maire, dans sa ville natale de Dole.
Du 2 mai 1809 au 4 juin 1814, il occupe le siège de député du Jura au Corps législatif, puis à la Chambre des députés des départements, du 4 juin 1814 au 20 mars 1815, tout en exerçant la profession de procureur à la Cour impériale de Besançon, à partir de 1811. En 1818, il devient procureur général à la Cour royale de Limoges.
De 1834 à 1837, il exerce une seconde fois la fonction de maire de Dole.
Il meurt le 29 décembre 1843, au château d'Éclangeot, acquis quelques décennies auparavant sur Charles François Masson.

## Titres et distinctions
Parce que titulaire de la distinction de Chevalier de la Légion d'honneur, depuis le 22 avril 1810, Claude Pierre Bouvier est, conformément à l'article 11 du Décret concernant les titres du 1er mars 1808, crée Chevalier d'Empire, par lettres patentes du 23 juin 1810. Il prend alors le nom de Bouvier d'Éclangeot, composé de son patronyme Bouvier auquel est adjoint l'ancien nom de la commune d'Éclans, aujourd'hui Éclans-Nenon, dans laquelle il possède alors du bien.
En qualité de procureur général de cour impériale, il est, conformément à l'article 9 du même décret, crée Baron d'Empire par lettres patentes du 12 avril 1813.
Il est élevé à la dignité d'Officier de la Légion d'honneur, le 19 octobre 1814.

## Armoiries
| Figures | Blasonnements |
| ------- | --- |
|         | Armes de Claude Pierre Bouvier, Chevalier d'Empire : D'azur au bœuf passant d'or, surmonté de trois fusées en fasce du même ; le tout soutenu d'une champagne de gueules chargée du signe des chevaliers légionnaires. |
|         | Armes de Claude Pierre Bouvier, Baron d'Empire : Coupé : au 1er, parti à dextre d'hermines et à senestre des barons procureurs généraux des Cours impériales ; au 2e, d'azur au bœuf arrêté d'or                       |

## Hommage
Une rue Baron-Bouvier existe dans le centre-ville de Dole, en hommage à son ancien maire.